# ワニのパラドックス
ワニのパラドックスは、自己言及のパラドックスのひとつ。人食いワニのジレンマともいわれる。このパラドックスは、古くはルキアノスの著作『人生登攀』22-23にも見え、不思議の国のアリスの作者として知られる数学者ルイス・キャロルが、クロコディルズ（ラテン語: crocodilus）というタイトルで発表した。

## 内容
原文は次の通り。
訳文

### 説明
選択肢（1）：ワニが赤ん坊を食おうとする場合
→母親はワニがしようとすることを言い当てたので、赤ん坊を返さなければならない。つまり赤ん坊を食わない。
→選択肢（2）へ。
選択肢（2）：ワニが赤ん坊を食わない場合
→母親は言い当てなかったので、ワニは赤ん坊を食うことになる。
→選択肢（1）へ。
このように、ワニがどちらの選択肢を選ぼうとも、矛盾が起こってしまい、赤ん坊を食うことも、食わないこともできなくなってしまう。
「ワニが赤ん坊を食ってしまう」という最も忌むべき予想を敢えて答えたことが母親の賢さを示している。
野崎昭弘は、選択肢（1）と選択肢（2）が無限に循環する様子と、ワニが赤ん坊を食べようとして口を開ける動作と赤ん坊を食べずに口を閉じる動作を無限に繰り返す様子を、電鈴（ベル）が鳴る原理に例えて説明している。

## 類型
- 他にも「死刑判決を下された予言者に対し、国王が予言をさせ、それが成就したか否かによって処刑方法を変えようとする」などのバリエーションがある。
- ドラマ『古畑任三郎』第13話「笑うカンガルー」では、ライオンが冒険家の前に現れ、上記のワニの場合と同様の問を発するという形で、バーでの話のネタとして登場した。名称も「ライオンのパラドックス」と改変されている。
- スペインの小説『ドン・キホーテ』において、サンチョ・パンサの元に次のような相談が舞い込んでくる。「ある橋を渡って向こう側に行くには、その目的を報告しなければならず、それが嘘だった場合には絞首刑に処せられることになっている。ところがある男が『私は絞首刑になるためにやってきたのだ』と言ったため、どうしていいかわからなくなった」。

つまり、もし男の願い通りにすれば、彼は本当の事を言ったにもかかわらず絞首刑になり、一方無事に橋を通してやれば、彼の申告は結果的に嘘になるが、絞首刑に処せられない。
これに対しサンチョ・パンサは、そのまま通行させてやれと答えている。その根拠は「判断に迷ったときは慈悲深くあれ、と私は旦那様（ドン・キホーテ）にいつも言われていた」というもの。